# Fissidens orishae
Fissidens orishae är en bladmossart som beskrevs av Hirendra Chandra Gangulee 1964. Fissidens orishae ingår i släktet fickmossor, och familjen Fissidentaceae. Inga underarter finns listade i Catalogue of Life.